# Forcipomyia pseudonigra
Forcipomyia pseudonigra is een muggensoort uit de familie van de knutten (Ceratopogonidae). De wetenschappelijke naam van de soort is voor het eerst geldig gepubliceerd in 1999 door Delecolle & Schiegg.